# Maria Lovisa af Segerström
Maria Lovisa af Segerström, född 16 november 1854 i Östra Stenby, Östergötlands län, död 16 juni 1917 i Stockholm, var en svensk målare.
Hon var dotter till ryttmästaren Lars Carl Fabian af Segerström av adelsätten af Segerström och Hilda Oktavia von Geijer. Hon utbildade sig i landskapsmåleri samt medverkade med målningar vid offentliga utställningar i Stockholm. År 1912 blev hon tjänstgörande hovfröken hos änkedrottning Sofia.